# Матеја Стјепановић
Матеја Стјепановић (Београд, 20. фебруар 2004) српски је фудбалер који тренутно наступа за Мореиренсе.

## Каријера
Почео је да тренира као петогодишњак у школи фудбала Тријумф у Сремчици, а три године касније приступио је Партизановим млађим категоријама. Први професионални уговор с клубом потписао је у јануару 2020. године. Био је у протоколу на сусрету шеснаестине финала Купа Србије, с Радничким у Сремској Митровици, крајем септембра 2022. Потом је позван на зимске припреме с првим тимом, док је последњег дана јануара 2023. продужио уговор за још четири године. У наставку сезоне је неколико пута седео на клупи првог тима, док је као капитен предводио састав који је освојио титулу у Омладинској лиги Србије. Игор Дуљај га је најавио у саставу за последње коло Суперлиге Србије у такмичарској 2022/23. Стјепановић је дебитовао ушавши у игру на полувремену сусрета заједно са Синишом Саничанином, а на терену су заменили Данила Пантића односно бонус фудбалера Михајла Илића. У јулу 2025, Стјепановић је као слободан играч напустио клуб, претходно потписавши отпис дуговања која клуб има према њему. Прешао је у Мореиренсе, а Партизан је према договору задржао право на 40 процената вредности наредног трансфера играча. Убрзо након тога представљен је у новом клубу.

## Репрезентација
Стјепановић је позван у пионирску репрезентацију Србије за Турнир „Влатко Марковић“ који је 2019. одржан у Медулину. У узрасту до 16 година старости наступио је турниру Пут звезда у Москви, док је за кадетску селекцију дебитовао у двомечу са вршњацима из Бугарске. За млађе омладинце одиграо је двомече са саставима Словеније и Италије. Дебитовао је за омладинску репрезентацију у првом колу Меморијалног турнира „Стеван Вилотић Ћеле” 2022. године, против Финске. На завршном сусрету, неколико дана касније, постигао је погодак против Француске. Наступао је и у квалификацијама за Европско првенство. Након отказивања више фудбалера пред последњу квалификациону утакмицу за Европско првество 2025, Стјепановић је добио накнадни позив селектора Љубинка Друловића. Читаву утакмицу, одиграну у октобру 2024, Стјепановић је провео на терену. Касније је добио позив и за мартовско окупљање наредне године, али под вођством новог селектора екипе у узрасту до 21 године, Александра Коларова.

## Статистика

### Клупска
Ажурирано 13. јула 2025.
| Партизан | 2022/23. | Суперлига Србије | 1  | 0 | 0 | 0 | 0 | 0 | — | — | 1  | 0 |  |  |
| Партизан | 2023/24. | Суперлига Србије | 8  | 0 | 0 | 0 | 0 | 0 | — | — | 8  | 0 |  |  |
| Партизан | 2024/25. | Суперлига Србије | 15 | 0 | 2 | 0 | 0 | 0 | — | — | 17 | 0 |  |  |
| Партизан | Укупно   | Укупно           | 24 | 0 | 2 | 0 | 0 | 0 | — | — | 26 | 0 |  |  |
|          |          |                  |    |   |   |   |   |   |   |   |    |   |  |  |

### Утакмице у дресу репрезентације
| Репрезентација Србије у узрасту до 15 година старости | Репрезентација Србије у узрасту до 15 година старости                    | Репрезентација Србије у узрасту до 15 година старости                    | Репрезентација Србије у узрасту до 15 година старости                    | Репрезентација Србије у узрасту до 15 година старости                    | Репрезентација Србије у узрасту до 15 година старости                    | Репрезентација Србије у узрасту до 15 година старости                    | Репрезентација Србије у узрасту до 15 година старости | Репрезентација Србије у узрасту до 15 година старости | Репрезентација Србије у узрасту до 15 година старости |
| #                                                     | Датум                                                                    | Такмичење                                                                | Локација                                                                 | Домаћин                                                                  | Резултат                                                                 | Гост                                                                     | Мин.                                                  | Гол                                                   | Реф.                                                  |
| ----------------------------------------------------- | ------------------------------------------------------------------------ | ------------------------------------------------------------------------ | ------------------------------------------------------------------------ | ------------------------------------------------------------------------ | ------------------------------------------------------------------------ | ------------------------------------------------------------------------ | ----------------------------------------------------- | ----------------------------------------------------- | ----------------------------------------------------- |
| 1.                                                    | 10. април 2019.                                                          | Турнир „Влатко Марковић”                                                 | Медулин, Хрватска                                                        | Србија                                                                   | 2 : 3                                                                    | Јужна Кореја                                                             |                                                       | [ 28 ]                                                |                                                       |
| 2.                                                    | 11. април 2019.                                                          | Турнир „Влатко Марковић”                                                 | Медулин, Хрватска                                                        | Грчка                                                                    | 2 : 0                                                                    | Србија                                                                   |                                                       | [ 29 ]                                                |                                                       |
| 3.                                                    | 14. април 2019.                                                          | Турнир „Влатко Марковић”                                                 | Медулин, Хрватска                                                        | Србија                                                                   | 4 : 1                                                                    | Кина                                                                     |                                                       | [ 30 ]                                                |                                                       |
| 3                                                     | Укупан број утакмица, постигнутих погодака и минута проведених на терену | Укупан број утакмица, постигнутих погодака и минута проведених на терену | Укупан број утакмица, постигнутих погодака и минута проведених на терену | Укупан број утакмица, постигнутих погодака и минута проведених на терену | Укупан број утакмица, постигнутих погодака и минута проведених на терену | Укупан број утакмица, постигнутих погодака и минута проведених на терену | 0                                                     |                                                       |                                                       |

| Репрезентација Србије у узрасту до 16 година старости | Репрезентација Србије у узрасту до 16 година старости                    | Репрезентација Србије у узрасту до 16 година старости                    | Репрезентација Србије у узрасту до 16 година старости                    | Репрезентација Србије у узрасту до 16 година старости                    | Репрезентација Србије у узрасту до 16 година старости                    | Репрезентација Србије у узрасту до 16 година старости                    | Репрезентација Србије у узрасту до 16 година старости | Репрезентација Србије у узрасту до 16 година старости | Репрезентација Србије у узрасту до 16 година старости |
| #                                                     | Датум                                                                    | Такмичење                                                                | Локација                                                                 | Домаћин                                                                  | Резултат                                                                 | Гост                                                                     | Мин.                                                  | Гол                                                   | Реф.                                                  |
| ----------------------------------------------------- | ------------------------------------------------------------------------ | ------------------------------------------------------------------------ | ------------------------------------------------------------------------ | ------------------------------------------------------------------------ | ------------------------------------------------------------------------ | ------------------------------------------------------------------------ | ----------------------------------------------------- | ----------------------------------------------------- | ----------------------------------------------------- |
| 1.                                                    | 21. август 2019.                                                         | Турнир „Пут звезда”                                                      | Арена Чертавово                                                          | Русија                                                                   | 2 : 3                                                                    | Србија                                                                   |                                                       | [ 31 ]                                                |                                                       |
| 2.                                                    | 23. август 2019.                                                         | Турнир „Пут звезда”                                                      |                                                                          | Узбекистан                                                               | 3 : 0                                                                    | Србија                                                                   |                                                       | [ 32 ]                                                |                                                       |
| 3.                                                    | 24. август 2019.                                                         | Турнир „Пут звезда”                                                      |                                                                          | Србија                                                                   | 0 : 1                                                                    | Турска                                                                   |                                                       | [ 33 ]                                                |                                                       |
| 4.                                                    | 5. новембар 2019.                                                        | Пријатељска утакмица                                                     | Академија Дунајска Стреда                                                | Словачка                                                                 | 2 : 1                                                                    | Србија                                                                   |                                                       | [ 34 ]                                                |                                                       |
| 5.                                                    | 7. новембар 2019.                                                        | Пријатељска утакмица                                                     | Академија Дунајска Стреда                                                | Словачка                                                                 | 0 : 0                                                                    | Србија                                                                   |                                                       | [ 35 ]                                                |                                                       |
| 6.                                                    | 28. фебруар 2020.                                                        | Пријатељска утакмица                                                     | Тренинг камп Стари Аеродром, Подгорица                                   | Црна Гора                                                                | 2 : 3                                                                    | Србија                                                                   |                                                       | [ 36 ]                                                |                                                       |
| 6                                                     | Укупан број утакмица, постигнутих погодака и минута проведених на терену | Укупан број утакмица, постигнутих погодака и минута проведених на терену | Укупан број утакмица, постигнутих погодака и минута проведених на терену | Укупан број утакмица, постигнутих погодака и минута проведених на терену | Укупан број утакмица, постигнутих погодака и минута проведених на терену | Укупан број утакмица, постигнутих погодака и минута проведених на терену | 0                                                     |                                                       |                                                       |

| Репрезентација Србије у узрасту до 17 година старости | Репрезентација Србије у узрасту до 17 година старости | Репрезентација Србије у узрасту до 17 година старости | Репрезентација Србије у узрасту до 17 година старости | Репрезентација Србије у узрасту до 17 година старости | Репрезентација Србије у узрасту до 17 година старости | Репрезентација Србије у узрасту до 17 година старости | Репрезентација Србије у узрасту до 17 година старости | Репрезентација Србије у узрасту до 17 година старости | Репрезентација Србије у узрасту до 17 година старости |
| #                                                     | Датум                                                 | Такмичење                                             | Локација                                              | Домаћин                                               | Резултат                                              | Гост                                                  | Гол                                                   | Реф.                                                  |                                                       |
| ----------------------------------------------------- | ----------------------------------------------------- | ----------------------------------------------------- | ----------------------------------------------------- | ----------------------------------------------------- | ----------------------------------------------------- | ----------------------------------------------------- | ----------------------------------------------------- | ----------------------------------------------------- | ----------------------------------------------------- |
| 1.                                                    | 15. септембар 2020.                                   | Пријатељска утакмица                                  | Спортски центар ФС Бугарске, Софија                   | Бугарска                                              | 0 : 2                                                 | Србија                                                |                                                       | [ 37 ]                                                |                                                       |
| 2.                                                    | 17. септембар 2020.                                   | Пријатељска утакмица                                  | Спортски центар ФС Бугарске, Софија                   | Бугарска                                              | 1 : 2                                                 | Србија                                                |                                                       | [ 38 ]                                                |                                                       |
| 3.                                                    | 10. март 2021.                                        | Пријатељска утакмица                                  | Сегедин, Мађарска                                     | Мађарска                                              | 4 : 3                                                 | Србија                                                |                                                       | [ 39 ]                                                |                                                       |
| 3                                                     | Укупан број утакмица и постигнутих погодака           | Укупан број утакмица и постигнутих погодака           | Укупан број утакмица и постигнутих погодака           | Укупан број утакмица и постигнутих погодака           | Укупан број утакмица и постигнутих погодака           | Укупан број утакмица и постигнутих погодака           | 0                                                     |                                                       |                                                       |

| Репрезентација Србије у узрасту до 18 година старости | Репрезентација Србије у узрасту до 18 година старости                    | Репрезентација Србије у узрасту до 18 година старости                    | Репрезентација Србије у узрасту до 18 година старости                    | Репрезентација Србије у узрасту до 18 година старости                    | Репрезентација Србије у узрасту до 18 година старости                    | Репрезентација Србије у узрасту до 18 година старости                    | Репрезентација Србије у узрасту до 18 година старости | Репрезентација Србије у узрасту до 18 година старости | Репрезентација Србије у узрасту до 18 година старости |
| #                                                     | Датум                                                                    | Такмичење                                                                | Локација                                                                 | Домаћин                                                                  | Резултат                                                                 | Гост                                                                     | Гол                                                   | Реф.                                                  |                                                       |
| ----------------------------------------------------- | ------------------------------------------------------------------------ | ------------------------------------------------------------------------ | ------------------------------------------------------------------------ | ------------------------------------------------------------------------ | ------------------------------------------------------------------------ | ------------------------------------------------------------------------ | ----------------------------------------------------- | ----------------------------------------------------- | ----------------------------------------------------- |
| 1.                                                    | 21. септембар 2021.                                                      | Пријатељска утакмица                                                     | Стадион ННЦ Брдо, Крањ                                                   | Словенија                                                                | 1 : 4                                                                    | Србија                                                                   |                                                       | [ 40 ]                                                |                                                       |
| 2.                                                    | 23. септембар 2021.                                                      | Пријатељска утакмица                                                     | Стадион ННЦ Брдо, Крањ                                                   | Словенија                                                                | 1 : 0                                                                    | Србија                                                                   |                                                       | [ 41 ]                                                |                                                       |
| 3.                                                    | 7. октобар 2021.                                                         | Пријатељска утакмица                                                     | Стадион Карађорђе, Нови Сад                                              | Србија                                                                   | 1 : 1                                                                    | Италија                                                                  |                                                       | [ 42 ]                                                |                                                       |
| 4.                                                    | 9. октобар 2021.                                                         | Пријатељска утакмица                                                     | Стадион Карађорђе, Нови Сад                                              | Србија                                                                   | 1 : 2                                                                    | Италија                                                                  |                                                       | [ 43 ]                                                |                                                       |
| 4                                                     | Укупан број утакмица, постигнутих погодака и минута проведених на терену | Укупан број утакмица, постигнутих погодака и минута проведених на терену | Укупан број утакмица, постигнутих погодака и минута проведених на терену | Укупан број утакмица, постигнутих погодака и минута проведених на терену | Укупан број утакмица, постигнутих погодака и минута проведених на терену | Укупан број утакмица, постигнутих погодака и минута проведених на терену | 0                                                     |                                                       |                                                       |

| Репрезентација Србије у узрасту до 19 година старости | Репрезентација Србије у узрасту до 19 година старости | Репрезентација Србије у узрасту до 19 година старости | Репрезентација Србије у узрасту до 19 година старости | Репрезентација Србије у узрасту до 19 година старости | Репрезентација Србије у узрасту до 19 година старости | Репрезентација Србије у узрасту до 19 година старости | Репрезентација Србије у узрасту до 19 година старости | Репрезентација Србије у узрасту до 19 година старости | Репрезентација Србије у узрасту до 19 година старости |
| #                                                     | Датум                                                 | Такмичење                                             | Локација                                              | Домаћин                                               | Резултат                                              | Гост                                                  | Гол                                                   | Реф.                                                  |                                                       |
| ----------------------------------------------------- | ----------------------------------------------------- | ----------------------------------------------------- | ----------------------------------------------------- | ----------------------------------------------------- | ----------------------------------------------------- | ----------------------------------------------------- | ----------------------------------------------------- | ----------------------------------------------------- | ----------------------------------------------------- |
| 1.                                                    | 22. септембар 2022.                                   | Меморијални турнир „Стеван Вилотић Ћеле”              | Градски стадион, Суботица                             | Србија                                                | 3 : 1                                                 | Финска                                                |                                                       | [ 17 ]                                                |                                                       |
| 2.                                                    | 26. септембар 2022.                                   | Меморијални турнир „Стеван Вилотић Ћеле”              | Градски стадион, Суботица                             | Србија                                                | 3 : 1                                                 | Француска                                             | Гол                                                   | [ 18 ]                                                |                                                       |
| 3.                                                    | 17. новембар 2022.                                    | Квалификације за Европско првенство                   | Тренинг центар Петар Милошевски, Скопље               | Северна Македонија                                    | 1 : 2                                                 | Србија                                                |                                                       | [ 44 ]                                                |                                                       |
| 4.                                                    | 23. новембар 2022.                                    | Квалификације за Европско првенство                   | Стадион Ђорче Петров, Скопље                          | Србија                                                | 2 : 0                                                 | Норвешка                                              |                                                       | [ 45 ]                                                |                                                       |
| 5.                                                    | 22. март 2023.                                        | Квалификације за Европско првенство                   | Тренинг центар Краковије                              | Србија                                                | 1 : 0                                                 | Летонија                                              |                                                       | [ 46 ]                                                |                                                       |
| 6.                                                    | 25. март 2023.                                        | Квалификације за Европско првенство                   | Стадион Гарбарниа, Краков                             | Србија                                                | 1 : 3                                                 | Израел                                                |                                                       | [ 47 ]                                                |                                                       |
| 7.                                                    | 28. март 2023.                                        | Квалификације за Европско првенство                   | Тренинг центар Краковије                              | Пољска                                                | 2 : 2                                                 | Србија                                                |                                                       | [ 19 ]                                                |                                                       |
| 7                                                     | Укупан број утакмица и постигнутих погодака           | Укупан број утакмица и постигнутих погодака           | Укупан број утакмица и постигнутих погодака           | Укупан број утакмица и постигнутих погодака           | Укупан број утакмица и постигнутих погодака           | Укупан број утакмица и постигнутих погодака           | 1                                                     |                                                       |                                                       |

| Репрезентација Србије у узрасту до 21 године старости | Репрезентација Србије у узрасту до 21 године старости                    | Репрезентација Србије у узрасту до 21 године старости                    | Репрезентација Србије у узрасту до 21 године старости                    | Репрезентација Србије у узрасту до 21 године старости                    | Репрезентација Србије у узрасту до 21 године старости                    | Репрезентација Србије у узрасту до 21 године старости                    | Репрезентација Србије у узрасту до 21 године старости | Репрезентација Србије у узрасту до 21 године старости | Репрезентација Србије у узрасту до 21 године старости |
| #                                                     | Датум                                                                    | Такмичење                                                                | Локација                                                                 | Домаћин                                                                  | Резултат                                                                 | Гост                                                                     | Мин.                                                  | Гол                                                   | Реф.                                                  |
| ----------------------------------------------------- | ------------------------------------------------------------------------ | ------------------------------------------------------------------------ | ------------------------------------------------------------------------ | ------------------------------------------------------------------------ | ------------------------------------------------------------------------ | ------------------------------------------------------------------------ | ----------------------------------------------------- | ----------------------------------------------------- | ----------------------------------------------------- |
| 1.                                                    | 15. октобар 2024.                                                        | Квалификације за Европско првенство                                      | Кућа фудбала, Стара Пазова                                               | Србија                                                                   | 1 : 0                                                                    | Украјина                                                                 |                                                       | [ 21 ]                                                |                                                       |
| 1                                                     | Укупан број утакмица, постигнутих погодака и минута проведених на терену | Укупан број утакмица, постигнутих погодака и минута проведених на терену | Укупан број утакмица, постигнутих погодака и минута проведених на терену | Укупан број утакмица, постигнутих погодака и минута проведених на терену | Укупан број утакмица, постигнутих погодака и минута проведених на терену | Укупан број утакмица, постигнутих погодака и минута проведених на терену | 0                                                     |                                                       |                                                       |